# Fun Town 20
《Fun Town 20》는 김현정의 비정규 음반이다. 이 앨범에선 지난 70년대부터 90년대까지 전세계와 국내에서 많은 사랑을 받았던 노래들 중 20곡을 선정, 모든 곡을 댄스 음악으로 편곡하여 수록하고 있다.

## 수록곡
| 1.  | 아파요                             | 3:25 |
| 2.  | Funky Town                         | 3:44 |
| 3.  | 번뇌                               | 3:42 |
| 4.  | 어떤 기다림                        | 4:02 |
| 5.  | 내사랑 (Don't Go)                  | 3:08 |
| 6.  | 어느새                             | 4:13 |
| 7.  | Only You                           | 3:41 |
| 8.  | 7년간의 사랑                       | 3:58 |
| 9.  | 정거장                             | 3:13 |
| 10. | Let's Go Diva                      | 3:48 |
| 11. | Fantasy                            | 3:49 |
| 12. | 버스 안에서                        | 3:30 |
| 13. | 한 송이 저 들국화처럼              | 4:05 |
| 14. | 어쩌다 마주친 그대                 | 3:28 |
| 15. | 유혹                               | 3:57 |
| 16. | 별처럼                             | 3:28 |
| 17. | I Wanna Dance With Somebody        | 3:48 |
| 18. | 친구를 다이알을 타고               | 4:03 |
| 19. | Remix (Fantasy, 진이, 버스 안에서) | 6:15 |